# Romane Dicko
Romane Elisabeth Ngonpé Dicko (30 september 1999) is een Frans judoka. Dicko won tijdens de Olympische Zomerspelen 2020 de gouden medaille met het gemengde team en de bronzen medaille in het zwaargewicht bij de vrouwen.

## Resultaten

### Olympische Zomerspelen
| Editie | Plaats | Resultaten                |
| ------ | ------ | ------------------------- |
| 2021   | Tokio  | zwaargewicht gemengd team |

### Wereldkampioenschappen
| Jaar | Plaats    | Resultaten                  |
| ---- | --------- | --------------------------- |
| 2017 | Boedapest | gemengd team                |
| 2022 | Tasjkent  | zwaargewicht · gemengd team |
| 2023 | Doha      | gemengd team                |
| 2025 | Boedapest | zwaargewicht                |

### Europese kampioenschappen
| Jaar | Plaats      | Resultaten |
| ---- | ----------- | ---------- |
| 2018 | Tel Aviv    | +78 kg     |
| 2020 | Praag       | +78 kg     |
| 2022 | Sofia       | +78 kg     |
| 2023 | Montpellier | +78 kg     |
| 2025 | Podgorica   | +78 kg     |

2020: Clarisse Agbegnenou & Amandine Buchard & Sarah-Léonie Cysique & Romane Dicko & Madeleine Malonga & Margaux Pinot & Guillaume Chaine & Axel Clerget & Alexandre Iddir & Kilian Le Blouch & Teddy Riner · 
2024: Shirine Boukli & Joan-Benjamin Gaba & Amandine Buchard & Walide Khyar & Sarah-Léonie Cysique & Luka Mkheidze & Clarisse Agbegnenou & Alpha Oumar Djalo & Marie-Ève Gahié & Maxime-Gaël Ngayap Hambou & Romane Dicko & Aurelien Diesse & Madeleine Malonga & Teddy Riner